# Marc Overmars
Marc Overmars (Emst 1973. március 29. –) holland válogatott labdarúgó, középpályás.

## Sikerei, díjai

### Ajax
- Eredivisie bajnok: 1993–94, 1994–95,1995–96
- KNVB kupa győztes: 1992–93
- Johan Cruijff-kupa győztes: 1993
- BL győztes: 1995
- Interkontinentális kupagyőztes: 1995

### Arsenal
- Premier League győztes: 1997–1998
- FA-kupa győztes: 1998
- FA Community Shield győztes: 1998

### Egyéni
- Az év holland labdarúgója:1992
- Holland Aranycipő győztes: 1993
- Legjobb fiatal játékos: 1994
- Az év Ajax játékosa: 1996

## Statisztikái

### Klub
Legutóbb 2009. május 1-én frissítve
| Klub             | Szezon           | Bajnokság osztálya | Bajnokság osztálya | Bajnokság osztálya | Kupa            | Kupa  | Európai         | Európai | összesen        | összesen |
| Klub             | Szezon           | Bajnokság          | Pályára lépések    | Gólok              | Pályára lépések | Gólok | Pályára lépések | Gólok   | Pályára lépések | Gólok    |
| ---------------- | ---------------- | ------------------ | ------------------ | ------------------ | --------------- | ----- | --------------- | ------- | --------------- | -------- |
| Go Ahead Eagles  | 1990–91          | Eerste Divisie     | 11                 | 1                  | 0               | 0     | 0               | 0       | 11              | 1        |
| Willem II        | 1991–1992        | Eredivisie         | 31                 | 1                  | 0               | 0     | 0               | 0       | 31              | 1        |
| Ajax             | 1992–1993        | Eerste Divisie     | 34                 | 3                  | 5               | 4     | 8               | 1       | 47              | 8        |
| Ajax             | 1993–1994        | Eerste Divisie     | 34                 | 12                 | 4               | 0     | 5               | 0       | 43              | 12       |
| Ajax             | 1994–1995        | Eerste Divisie     | 28                 | 8                  | 3               | 0     | 11              | 1       | 42              | 9        |
| Ajax             | 1995–1996        | Eerste Divisie     | 15                 | 11                 | 0               | 0     | 6               | 2       | 21              | 13       |
| Ajax             | 1996–1997        | Eerste Divisie     | 25                 | 2                  | 1               | 0     | 10              | 0       | 36              | 2        |
| Arsenal          | 1997–1998        | Premier League     | 32                 | 12                 | 12              | 4     | 2               | 0       | 46              | 16       |
| Arsenal          | 1998–1999        | Premier League     | 37                 | 6                  | 7               | 4     | 4               | 1       | 48              | 11       |
| Arsenal          | 1999–2000        | Premier League     | 31                 | 7                  | 2               | 1     | 14              | 5       | 47              | 13       |
| Barcelona        | 2000–2001        | La Liga            | 31                 | 8                  | 5               | 0     | 10              | 0       | 46              | 8        |
| Barcelona        | 2001–2002        | La Liga            | 20                 | 0                  | 1               | 0     | 11              | 1       | 32              | 1        |
| Barcelona        | 2002–2003        | La Liga            | 26                 | 6                  | 0               | 0     | 6               | 1       | 32              | 7        |
| Barcelona        | 2003–2004        | La Liga            | 20                 | 1                  | 3               | 2     | 8               | 0       | 31              | 3        |
| Go Ahead Eagles  | 2008–2009        | Eerste Divisie     | 24                 | 0                  | 0               | 0     | 0               | 0       | 24              | 0        |
| Karrier összesen | Karrier összesen | Karrier összesen   | 399                | 78                 | 43              | 15    | 95              | 12      | 537             | 105      |

### Válogatott
Legutóbb 2004. június 30-án frissítve
| Hollandia | Hollandia       | Hollandia |
| Évek      | Pályára lépések | Gólok     |
| --------- | --------------- | --------- |
| 1993      | 7               | 1         |
| 1994      | 14              | 1         |
| 1995      | 8               | 4         |
| 1996      | 2               | 0         |
| 1997      | 4               | 0         |
| 1998      | 14              | 4         |
| 1999      | 3               | 0         |
| 2000      | 10              | 4         |
| 2001      | 8               | 1         |
| 2002      | 2               | 0         |
| 2003      | 8               | 1         |
| 2004      | 6               | 1         |
| összesen  | 86              | 17        |

### Válogatottban a góljai
Legutóbb 2004. június 1-én frissítve
| #   | Dátum              | Helyszín                                        | Ellenfél         | Végeredmény | Kiírás                                                      |
| --- | ------------------ | ----------------------------------------------- | ---------------- | ----------- | ----------------------------------------------------------- |
| 1.  | 1993. február 24.  | Galgenwaard Stadion, Utrecht, Hollandia         | Törökország      | 3–1         | 1994-es labdarúgó-világbajnokság-selejtező                  |
| 2.  | 1994. június 12.   | Varsity Stadion, Toronto, Kanada                | Kanada           | 3–0         | Barátságos mérkőzés                                         |
| 3.  | 1995. október 11.  | Nemzeti Stadion, Ta’ Qali, Málta                | Málta            | 4–0         | 1996-os labdarúgó-Európa-bajnokság (selejtező – 5. csoport) |
| 4.  | 1995. október 11.  | Nemzeti Stadion, Ta’ Qali, Málta                | Málta            | 4–0         | 1996-os labdarúgó-Európa-bajnokság (selejtező – 5. csoport) |
| 6.  | 1995. november 15. | Feijenoord Stadion, Rotterdam, Hollandia        | Norvégia         | 3–0         | 1996-os labdarúgó-Európa-bajnokság (selejtező – 5. csoport) |
| 7.  | 1998. június 1.    | Philips Stadion, Eindhoven, Hollandia           | Paraguay         | 5–1         | Barátságos mérkőzés                                         |
| 8.  | 1998. június 1.    | Philips Stadion, Eindhoven, Hollandia           | Paraguay         | 5–1         | Barátságos mérkőzés                                         |
| 9.  | 1998. június 5.    | Amsterdam ArenA, Amsterdam, Hollandia           | Nigéria          | 5–1         | Barátságos mérkőzés                                         |
| 10. | 1998. június 20.   | Stade Vélodrome, Marseille, Franciaország       | Dél-Korea        | 5–0         | 1998-as labdarúgó-világbajnokság                            |
| 11. | 2000. május 27.    | Amsterdam ArenA, Amsterdam, Hollandia           | Románia          | 2–1         | Barátságos mérkőzés                                         |
| 12. | 2000. június 25.   | Feijenoord Stadion, Rotterdam, Hollandia        | Jugoszlávia      | 6–1         | 2000-es labdarúgó-Európa-bajnokság                          |
| 13. | 2000. június 25.   | Feijenoord Stadion, Rotterdam, Hollandia        | Jugoszlávia      | 6–1         | 2000-es labdarúgó-Európa-bajnokság                          |
| 14. | 2000. október 7.   | GSP Stadion, Nicosia, Görögország               | Ciprus           | 4–0         | 2002-es VB-selejtező                                        |
| 15. | 2001. április 25.  | Philips Stadion, Eindhoven, Hollandia           | Ciprus           | 4–0         | 2002-es VB-selejtező                                        |
| 16. | 2003. június 7.    | Dinamo Stadion, Minszk, Fehéroroszország        | Fehéroroszország | 2–0         | 2004-es labdarúgó-Európa-bajnokság (selejtező – 3. csoport) |
| 17. | 2004. június 1.    | Stade Olympique de la Pontaise, Lausanne, Svájc | Feröer           | 3–0         | Barátságos mérkőzés                                         |